# Ernst Spindler

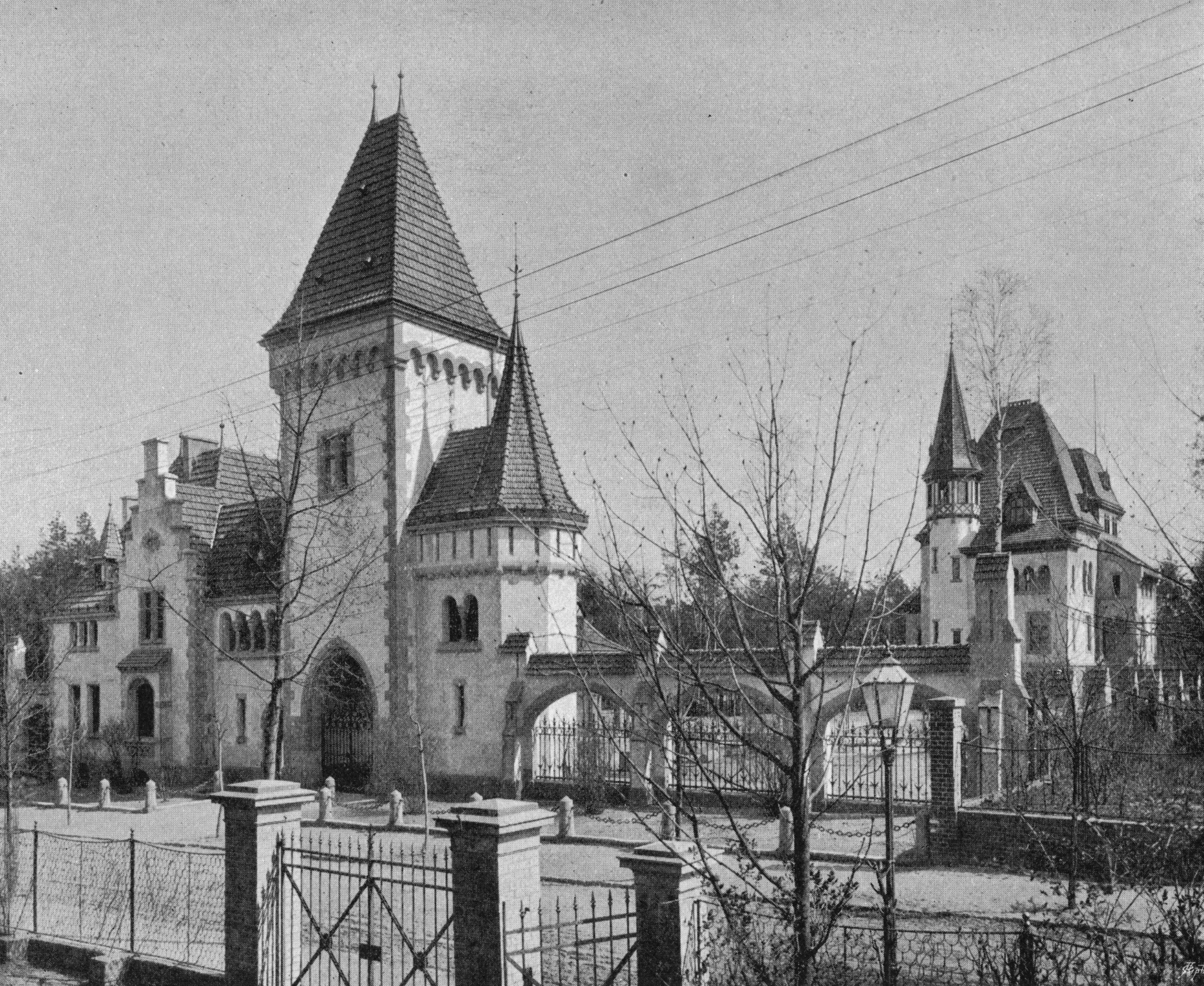
Villa Ebeling, Berlin-Wannsee, 1885

Ernst Spindler (* 13. März 1854 in Königswinter; † 7. Dezember 1916 in Berlin) war ein deutscher Architekt. Er führte einige Jahre zusammen mit dem Architekten Gustav Erdmann das Büro Erdmann und Spindler in Berlin.

## Leben
Ernst Spindler studierte Architektur an der Technischen Hochschule (Berlin-)Charlottenburg und an der Technischen Hochschule Stuttgart. Er arbeitete später in Berlin, für zwei Jahre war er Leiter der Vereinigung Berliner Architekten (VBA) und Mitherausgeber der Zeitschrift Berliner Architekturwelt. Mit seinem Schwager Gustav Erdmann unterhielt er ab 1884 das zunehmend erfolgreiche Architekturbüro Erdmann und Spindler. Die beiden Architekten bauten Landhäuser, Fabrikgebäude, Geschäftshäuser und auch Grabmäler.

„Die unabweisbare Folge der Geschäftsausdehnung war eine strengere Arbeitseinteilung der Art, daß Erdmann vorzugsweise die geschäftliche und praktische Seite des Unternehmens in die Hand nahm, wogegen die künstlerische Leitung des Ateliers immer mehr Spindler zufiel. Nicht zum wenigsten beruhten die Erfolge auf dem Umstande, dass Erdmann und Spindler sich nicht allein auf die Schaffung des Grundrisses und der äußeren Architektur beschränken, sondern auch die künstlerischen Ausbildung der Innenräume selbst in die Hand nahmen und auf die Mitwirkung der sog. Architektdekorateure grundsätzlich verzichten.
Während in den früheren Bauten von Erdmann und Spindler Motive älterer Architektur in freier Verwendung erschienen, zeigen die jüngeren Werke eine durchaus selbständige neuzeitige Formgebung, in der nur hin und wieder in der Vorliebe für geschweifte Giebel und gebrochene Dächer barocke Erinnerungen leise nachklingen. Dementsprechend tragen auch die Innenräume einen völlig neuartigen Charakter. Die neugewonnenen Errungenschaften der letzten Jahre auf dem Gebiete der Innenkunst inbezug auf Raumgestaltung, Harmonie der Linien und Farben u. a. sind zu Nutze gemacht; die Erreichung des Wohnlichen, Behaglichen, Zweckmäßigen bleibt dabei stets das oberste Ziel.“

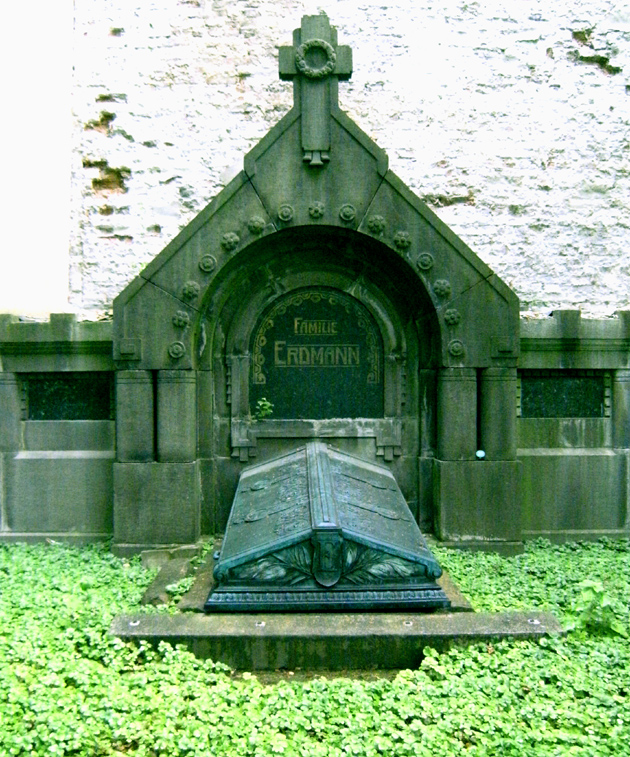
Grabstätte der Familie Erdmann (mit Grab von Ernst Spindler, jedoch ohne Namensnennung)

Ernst Spindler starb am 7. Dezember 1916 in Berlin. Er wurde auf dem Alten St.-Matthäus-Kirchhof in der Familiengruft der Familie Gustav Erdmann bestattet – ohne Namensnennung. Nur im Totenbuch des Friedhofs wird er mit Bestattungsdatum erwähnt.

## Bauten und Entwürfe (Auswahl)

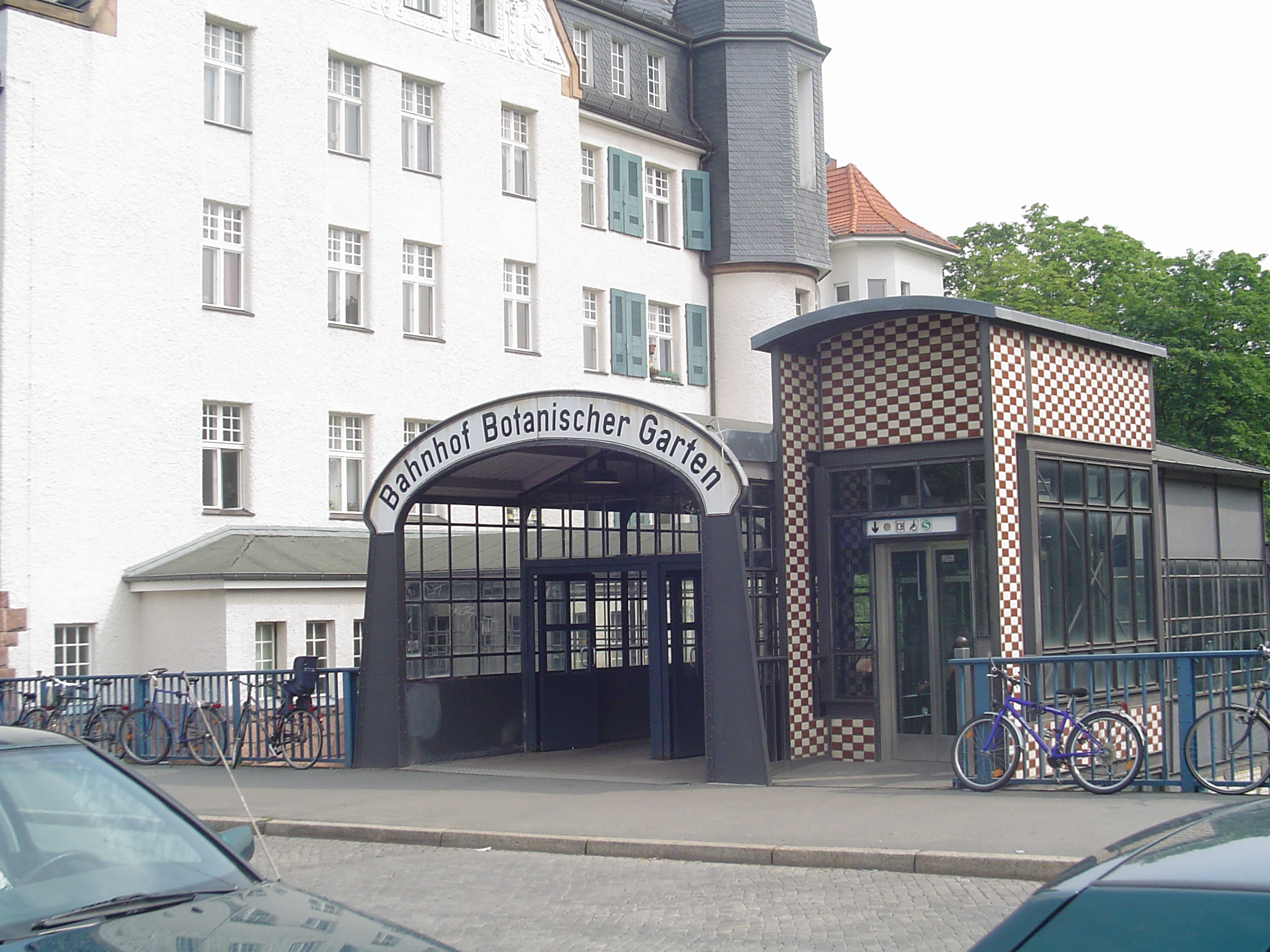
S-Bahnhof Botanischer Garten

### Bauten
- 1884: Villa für den Unternehmer Stiller in Seifersdorf bei Sorau
- 1887: Haus Engel in (Berlin-)Zehlendorf, Potsdamer Straße 47
- 1887–1898: Wohnhaus für Dr. Fr. Meyer in Tangermünde
- 1886–1888 und 1896: Gebäude der Feuerversicherungsbank in Gotha, Bebelstraße 10
- 1896: Schloss Dammsmühle in Schönwalde
- 1901–1902: Bismarckturm in Bad Godesberg
- 1901–1902: Villa Ritter in Berka (Thüringen)
- 1903: Wohnhaus für Georg Pasewaldt in (Berlin-)Zehlendorf, Teltower Damm 14
- 1903–1904: Geschäftshaus für die Norddeutsche Grundkreditbank in Weimar, Frauentorstraße
- 1904: Villa für Theodor Wilhelm Düren in Bad Godesberg, Kaiserstraße 5a (heute Am Kurpark 5a; nicht erhalten)[3]
- 1905–1906: Sparkassengebäude in Gotha, Lutherstraße 2
- 1909: S-Bahnhof Botanischer Garten in (Berlin-)Lichterfelde
- 1914: Süd-Grundschule in Berlin
- 1914–1915: Bankhaus Ebeling in Berlin-Mitte, Jägerstraße 54–55 (heute Griechische Botschaft in Berlin, im zugehörigen Wohnhaus das Restaurant Vau)
- weitere Bauten: Villa Grosser in Thorn, Mehrfamilienwohnhaus Schwartz in Thorn, Haus Rüdingsheim bei Thorn, Villa Große in Dahme, Schloss Bartmannshagen bei Grimmen in Vorpommern für Rittergutsbesitzer Arthur Becker, Magdalenenstift in Teltow (Zwangserziehungsanstalt für Mädchen)

### Schriften
- Der Wettbewerb um ein Geschäftshaus für die Allgemeine Elektrizitäts-Gesellschaft in Berlin. In: Berliner Architekturwelt. Nr. 2, Mai 1904, S. 43 ff. (zlb.de).